# Schrecksbach
Schrecksbach est une municipalité allemande située dans l'arrondissement de Schwalm-Eder et dans le land de la Hesse. Elle se trouve au sud de l'arrondissement sur les rives de la rivière Schwalm.